# Sites des Jeux olympiques et paralympiques d'été de 2020
Cette liste présente les sites des Jeux olympiques et paralympiques d'été de 2020 de Tokyo, qui auront lieu en 2021 en différentes villes du Japon.

## Introduction
Les épreuves de la plupart des sports seront à Tokyo, répartis en deux zones :
- La « zone héritage », qui doit son nom au fait que plusieurs sites ont déjà servi pour les Olympiades de 1964 ;
- La « zone de la baie de Tokyo » qui symbolise l'avenir de la ville.

Avec les villages olympiques et paralympiques en leur centre, les deux grandes zones forment le symbole de l'infini, représentant la force de la passion des athlètes de haut niveau, le potentiel des générations futures et l'héritage que laissera Tokyo 2020.

## Liste
| Site                                                   | Ville                                   | Statut               | Sport olympique                                           | Sport paralympique                                |
| ------------------------------------------------------ | --------------------------------------- | -------------------- | --------------------------------------------------------- | ------------------------------------------------- |
| Stade olympique                                        | Shinjuku (zone héritage)                | À rénover            | Cérémonies d'ouverture et de clôture                      | Cérémonies d'ouverture et de clôture              |
| Stade olympique                                        | Shinjuku (zone héritage)                | À rénover            | Athlétisme                                                | Athlétisme                                        |
| Stade olympique                                        | Shinjuku (zone héritage)                | À rénover            | Football                                                  | Athlétisme                                        |
| Gymnase métropolitain de Tokyo                         | Shibuya (zone héritage)                 | Existant             | Tennis de table                                           | Tennis de table                                   |
| Stade national de Yoyogi                               | Shibuya (zone héritage)                 | Existant             | Handball                                                  | Badminton                                         |
| Stade national de Yoyogi                               | Shibuya (zone héritage)                 | Existant             | Handball                                                  | Rugby-fauteuil                                    |
| Nippon Budokan                                         | Chiyoda (zone héritage)                 | Existant             | Judo                                                      | Judo                                              |
| Nippon Budokan                                         | Chiyoda (zone héritage)                 | Existant             | Karaté                                                    | Judo                                              |
| Forum international de Tokyo                           | Chiyoda (zone héritage)                 | Existant             | Haltérophilie                                             | Haltérophilie                                     |
| Arena de Kokugikan                                     | Sumida (zone héritage)                  | Existant             | Boxe                                                      |                                                   |
| Parc équestre de Tokyo (ja)                            | Setagaya(zone héritage)                 |                      | Équitation (dressage, saut d'obstacles, concours complet) | Équitation                                        |
| Musashino Forest Sports Plaza                          | Chōfu                                   | À construire         | Badminton                                                 | Basket en fauteuil                                |
| Musashino Forest Sports Plaza                          | Chōfu                                   | À construire         | Pentathlon moderne (épreuve d'escrime)                    | Basket en fauteuil                                |
| Stade de Tokyo                                         | Chōfu                                   | Existant             | Football                                                  |                                                   |
| Stade de Tokyo                                         | Chōfu                                   | Existant             | Pentathlon moderne                                        |                                                   |
| Stade de Tokyo                                         | Chōfu                                   | Existant             | Rugby à sept                                              |                                                   |
| Parc Musashinonomori                                   | Chiyoda (zone héritage)                 | Tribunes provisoires | Cyclisme sur route (départ des épreuves en ligne)         |                                                   |
| Ariake Arena                                           | Kōtō (zone de la baie de Tokyo)         | À construire         | Volleyball indoor                                         | Basket-fauteuil (finale)                          |
| Centre de gymnastique d'Ariake                         | Kōtō (zone de la baie de Tokyo)         | Temporaire           | Gymnastique                                               | Boccia                                            |
| Parc de sports urbains d'Ariake                        | Kōtō (zone de la baie de Tokyo)         | Temporaire           | BMX                                                       | Football à 5                                      |
| Parc de sports urbains d'Ariake                        | Kōtō (zone de la baie de Tokyo)         | Temporaire           | Skateboard                                                |                                                   |
| Ariake Coliseum                                        | Kōtō                                    | À rénover            | Tennis                                                    | Tennis en fauteuil roulant                        |
| Base nautique d'Odaiba                                 | Minato                                  |                      | Natation (épreuves en eau libre)                          | Triathlon                                         |
| Base nautique d'Odaiba                                 | Minato                                  | Triathlon            |                                                           | Triathlon                                         |
| Parc Shiokaze                                          | Shinagawa                               |                      | Beach-volley                                              |                                                   |
| Parc de sports urbains d'Aomi                          |                                         |                      | Basketball 3x3                                            |                                                   |
| Parc de sports urbains d'Aomi                          | Escalade                                |                      |                                                           |                                                   |
| Stade de hockey d'Oi                                   | Shinagawa                               |                      | Hockey                                                    |                                                   |
| Parcours de Cross-country de la Forêt de la Mer        | Kōtō                                    |                      | Équitation (cross-country du concours complet)            |                                                   |
| Canal de la Forêt de la Mer                            | Kōtō                                    |                      | Canoë-kayak (course en ligne)                             | Paracanoë                                         |
| Canal de la Forêt de la Mer                            | Kōtō                                    | Aviron               | Aviron                                                    |                                                   |
| Centre de slalom de canoë-kayak de Kasai               | Edogawa                                 |                      | Canoë-kayak (slalom)                                      |                                                   |
| Parc de Yumenoshima                                    | Kōtō (zone de la baie de Tokyo)         | Temporaire           | Tir à l'arc                                               | Tir à l'arc                                       |
| Centre aquatique olympique                             | Kōtō (zone de la baie de Tokyo)         | À construire         | Natation                                                  | Natation                                          |
| Centre aquatique olympique                             | Kōtō (zone de la baie de Tokyo)         | À construire         | Plongeon                                                  | Natation                                          |
| Centre aquatique olympique                             | Kōtō (zone de la baie de Tokyo)         | À construire         | Natation synchronisée                                     | Natation                                          |
| Centre de natation de Tatsumi                          | Kōtō (zone de la baie de Tokyo)         | Existant             | Water-polo                                                |                                                   |
| Parc Ōdōri                                             | Sapporo                                 |                      | Athlétisme (marathon, marche)                             |                                                   |
| Makuhari Messe                                         | Chiba (zone de la baie de Tokyo)        | Existant             | Hall A : Taekwondo                                        | Hall A : Volley-ball assis                        |
| Makuhari Messe                                         | Chiba (zone de la baie de Tokyo)        | Existant             | Hall A : Lutte                                            | Hall A : Volley-ball assis                        |
| Makuhari Messe                                         | Chiba (zone de la baie de Tokyo)        | Existant             | Hall B : Escrime                                          | Hall B : Escrime en fauteuil                      |
| Makuhari Messe                                         | Chiba (zone de la baie de Tokyo)        | Existant             | Hall B : Escrime                                          | Hall B : Taekwondo                                |
| Makuhari Messe                                         | Chiba (zone de la baie de Tokyo)        | Existant             | Hall C : Goalball                                         |                                                   |
| Plage de surf de Tsurigasaki                           |                                         |                      | Surf                                                      |                                                   |
| Super Arena de Saitama                                 | Saitama                                 | Existant             | Basketball                                                |                                                   |
| Centre de tir d'Asaka (ja)                             | Asaka                                   | Existant             | Tir                                                       | Tir                                               |
| Country Club de Kasumigaseki (en)                      | Kawagoe                                 | Existant             | Golf                                                      |                                                   |
| Port de plaisance d'Enoshima (ja)                      | Fujisawa                                | Existant             | Voile                                                     |                                                   |
| Vélodrome d'Izu                                        | Izu                                     | Existant             | Cyclisme sur piste                                        | Cyclisme sur piste                                |
| Parcours de VTT d'Izu (Japan Cycle Sports Center (ja)) | Izu                                     | Existant             | VTT                                                       |                                                   |
| Fuji Speedway                                          | Oyama                                   | Existant             | Cyclisme (arrivée des courses en ligne)                   | Cyclisme (départ et arrivée des courses en ligne) |
| Yokohama Stadium                                       | Yokohama                                | Existant             | Baseball                                                  |                                                   |
| Yokohama Stadium                                       | Yokohama                                | Existant             | Softball                                                  |                                                   |
| Dôme de Sapporo                                        | Sapporo                                 | Existant             | Football                                                  |                                                   |
| Stade de Miyagi                                        | Rifu                                    | Existant             | Football                                                  |                                                   |
| Stade d'Ibaraki Kashima                                | Kashima                                 | Existant             | Football                                                  |                                                   |
| Stade de Saitama                                       | Saitama                                 | Existant             | Football                                                  |                                                   |
| Stade international de Yokohama                        | Yokohama                                | Existant             | Football                                                  |                                                   |
| Harumi                                                 | Kōtō (zones héritages et baie de Tokyo) |                      | Village olympique                                         | Village paralympique                              |
| Tokyo Big Sight                                        | Kōtō (zone de la baie de Tokyo)         | Existant             | Village des médias                                        | Village des médias                                |

## Évolutions
Par rapport à la candidature, la planification de certains sites fut modifiée,,. Durant les sept ans de préparations des jeux, il s'agit d'optimiser au maximum les sites (Londres et Rio, les deux précédentes villes hôtes ont aussi fait ce genre d'ajustement). En plus, le CIO veut faire respecter l'agenda olympique 2020, qui encourage fortement l'utilisation de sites temporaires et la réutilisation des sites existants. La promesse est ainsi de ne pas laisser d'éléphants blancs. La principale conséquence est que les nouveaux sites de compétition ne sont pas au centre de Tokyo (mais une voie olympique prioritaire est prévue),,.
- Le Nouveau stade olympique national devait être initialement conçu par Zaha Hadid, et aurait eu notamment un toit rétractable. Mais le coût est évalué à 1.8 milliard €. Un nouveau projet est décidé, plus modeste. Mais il ne sera pas prêt pour la coupe du monde de rugby à XV 2019, contrairement à ce qui fut prévu[8].
  - Le rugby à sept devait être disputé au Stade olympique.
- Un vélodrome temporaire devait être construit en plein centre de Tokyo, dans le quartier d'Ariake pour le cyclisme sur piste olympique et paralympique[9].
- Le Water-polo devait avoir une propre arène temporaire.
- Le Basket-Ball et le Badminton devait initialement prendre place dans deux Youth Plaza Arena.
- Le VTT aurait dû être en plein centre de Tokyo, au front de mer[10]
- L'équitation devait avoir lieu sur le stade de Dream Island
- L'escrime, le taekwondo et la lutte devaient avoir lieu au Tokyo Big Sight mais les lieux s'avèrent trop étroit pour trois sports et le centre des médias[11].
- L'arrivée du cyclisme sur route était initialement prévue au parc de la Forêt de Musashino.
- Les épreuves de voile devaient se dérouler dans une marina olympique à Wakasu. Mais les organisateurs s'aperçurent que le couloir aérien de l'aéroport de Haneda perturberait trop les épreuves[12].
- Quelques épreuves peuvent encore être modifiées :
  - Pour l'aviron et le canoë-kayak en eau calme, le bassin ne serait construit, les épreuves seraient déplacées au bassin de régates internationales de Nagaragawa (ja). Le problème est que le site est éloigné de plus de 400 km du village olympique[13].
  - Pour le volley-ball indoor olympique et le basket-fauteuil, l'arena d'Ariake ne serait pas construite, les épreuves seraient déplacées à la Yokohama Arena.

### Marathon et marche
Le 1er novembre 2019, les épreuves du marathon et de marche, initialement programmées à Tokyo, du 6 au 9 août, ont été déplacées au parc Ōdōri, à Sapporo, une ville située sur l'île d'Hokkaidō, qui a été l'hôte des JO d'hiver de 1972. Les organisateurs ont voulu éviter le fiasco vécu en 2019, lors de la 17e édition des Championnats du monde d'athlétisme, à Doha, au Qatar, en épargnant aux athlètes de concourir dans une ville réputée pour sa chaleur estivale étouffante,,. Trois jours de négociation ont été nécessaires au CIO pour vaincre l'opposition de la Gouverneure de Tokyo, Yuriko Koike. Celle-ci envisageait le défilé des athlètes olympiques dans les rues de Tokyo comme une occasion de faire découvrir la capitale japonaise au monde entier. Les organisateurs japonais, qui ont dépensé environ 250 millions d'euros pour réduire les effets de la chaleur estivale sur le parcours des épreuves hors stade, ont évalué à 270 millions d'euros le surcoût de la délocalisation des épreuves, une dépense qui sera intégralement assumée par le CIO,.